# 佐藤瞳 (卓球選手)
佐藤 瞳（さとう ひとみ、1997年12月23日 - ）は、北海道函館市

出身の日本の女子卓球選手。高校卒業後ミキハウスに入社。2025年4月、ミキハウスを退社し、日本ペイントグループと所属契約を締結した。
Tリーグは2021-22シーズに九州アスティーダに初参戦。2022-23シーズにから日本ペイントマレッツに移籍し、現在に至る。ITTF世界ランキング最高位は9位(2017年4月)。段級位は5段。

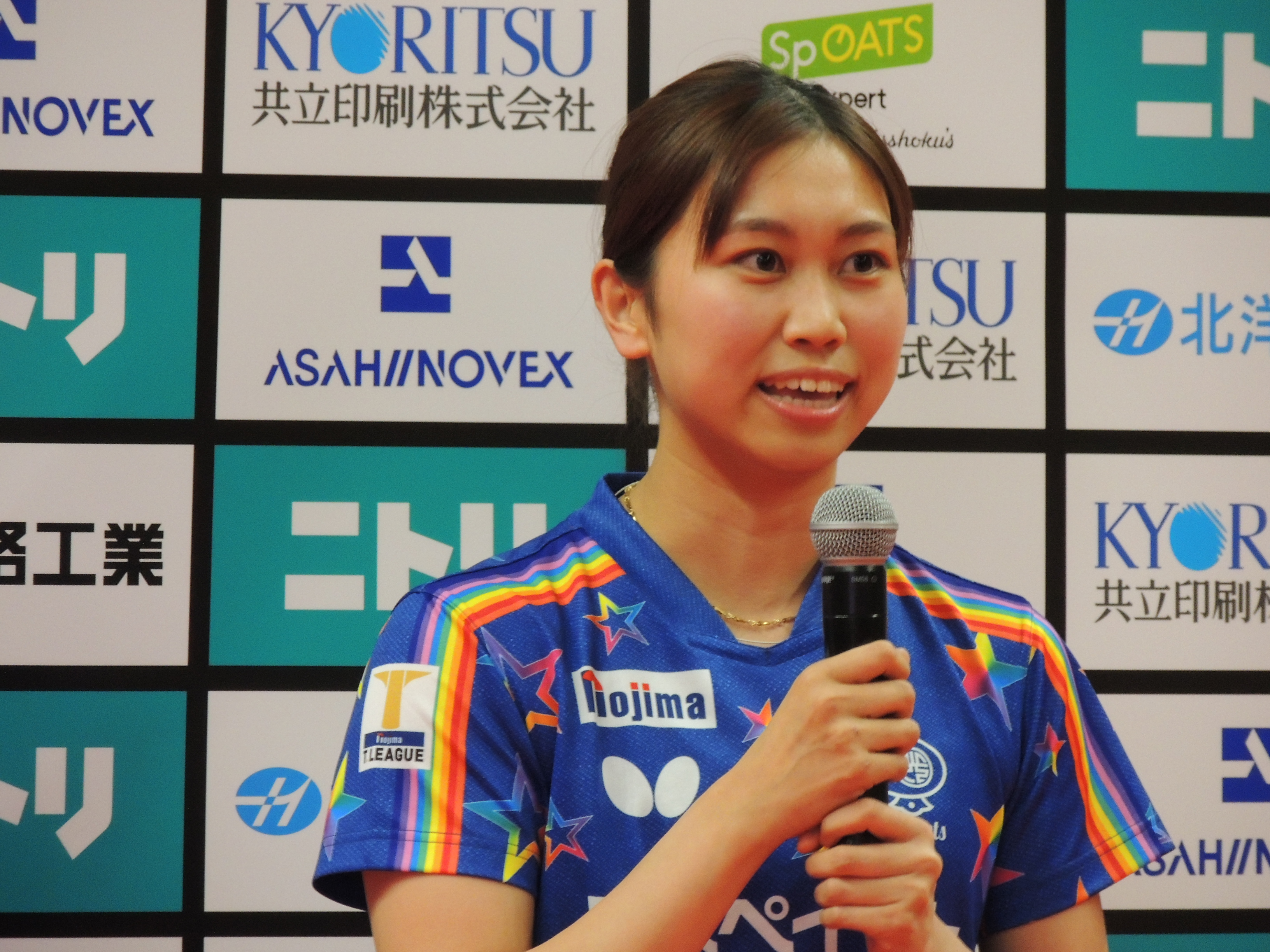
2025/1 Tリーグ

## 人物・経歴
函館市の生まれ。小学2年で地元の南茅部卓球少年団で卓球を始めて、3年で全道大会優勝。2012年地元の函館市立尾札部中学校3年の時に全国中学校卓球大会で優勝、札幌大谷高等学校進学後は1983年世界選手権東京大会女子団体準優勝の立役者となったカットマン、齋藤富美子の指導を受け1年でインターハイ準優勝など実績を積み、2013年から積極的にITTFワールドツアーに転戦。2014年6月の韓国オープンではU-21部門でシングル初優勝、11月のスウェーデンオープンでも優勝を果たし、世界ジュニア卓球選手権団体準優勝、この年ワールドツアーU-21部門のポイントランク1位になる。2015年、平成26年全日本卓球選手権大会ではベスト8に進出。
2016年、高校卒業後ミキハウスに入社、5月のクロアチアオープンではランキングの格上の福原愛、伊藤美誠を破り、決勝では平野美宇を破りツアー初優勝。2016年のITTFワールドツアーグランドファイナルではシングルス、ダブルスで出場した。平成28年度全日本卓球選手権では自身初のベスト4に入る。
2017年1月、5月開催の第54回世界卓球選手権個人戦に推薦枠で代表に初選出、3月のチャレンジシリーズのベラルーシ、4月のタイオープンと2大会連続で優勝、アジア選手権では団体、女シングルス、ダブルスに出場、団体には出場に恵まれず、シングルスでも初戦敗退と結果は振るわなかったがダブルスでは橋本帆乃香とのペアで銅メダルを獲得。

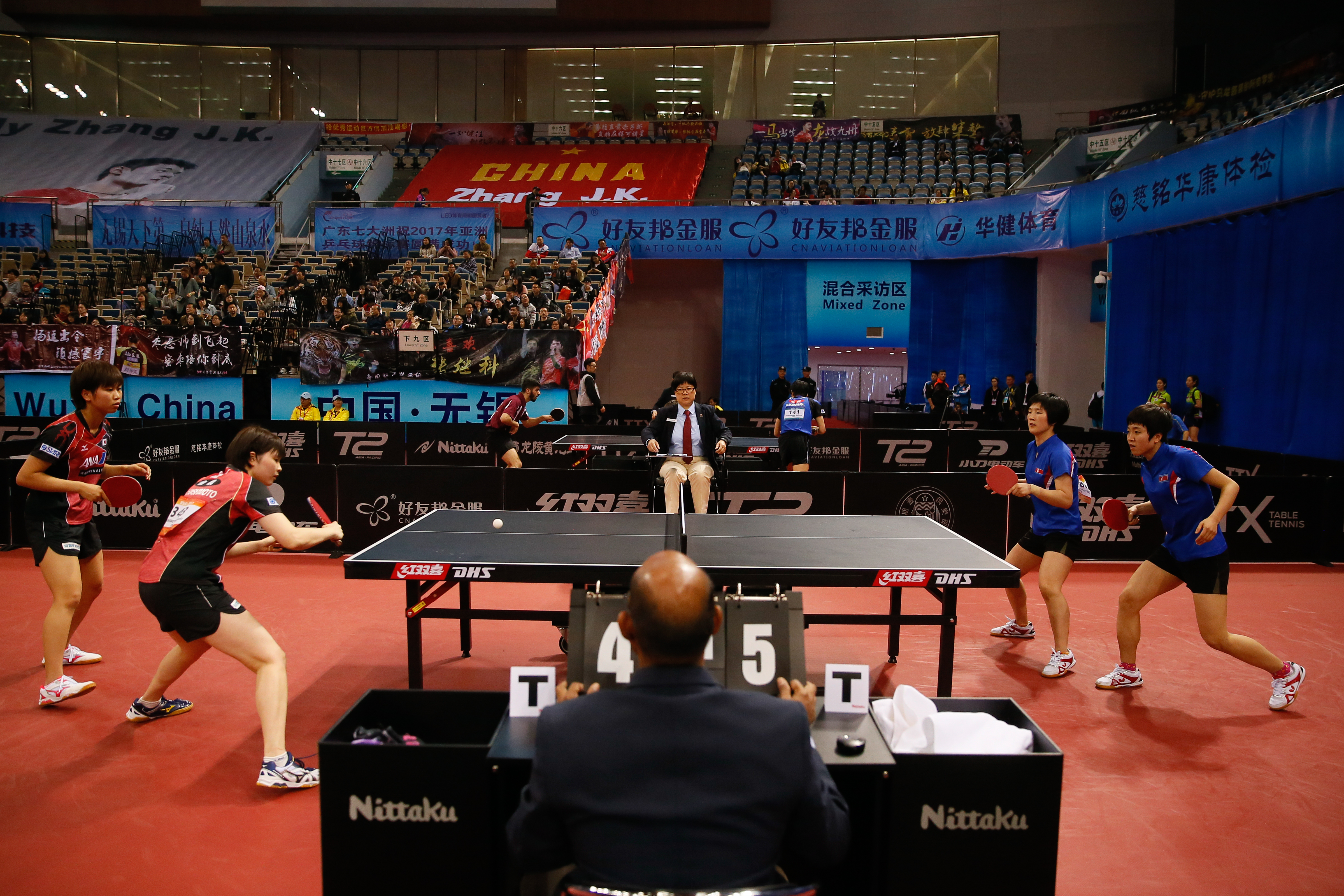
2017年アジア選手権ダブルス（一番左が佐藤瞳）

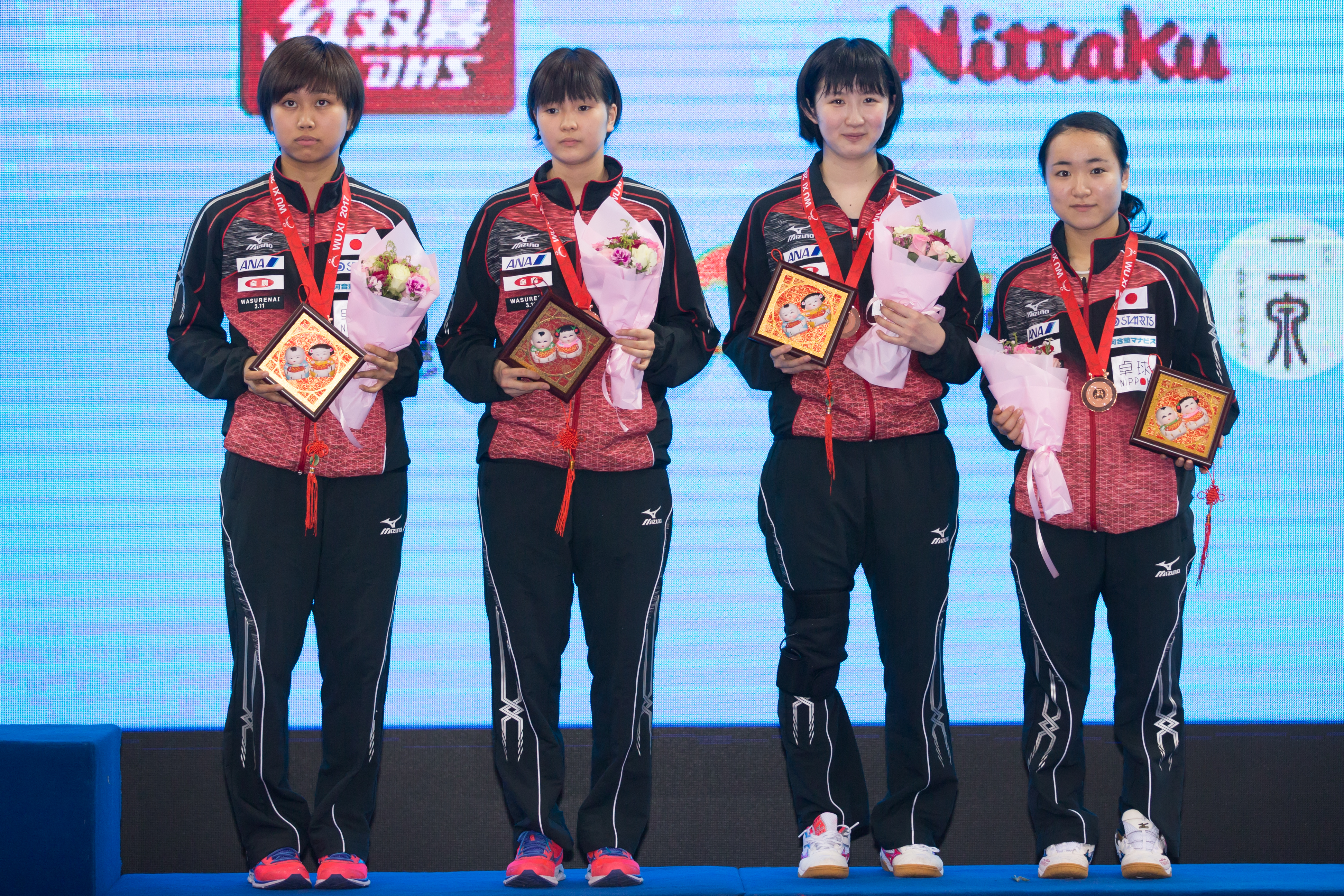
2017年アジア選手権ダブルスの表彰式（一番左が佐藤瞳）

またチャレンジシリーズスロベニアオープンで優勝。第54回世界卓球選手権個人戦では1回戦、2回戦と順調に勝ち進んだが3回戦でエリザベタ・サマラ（ ルーマニア）にフルゲームで敗れた。2017年のITTFワールドツアーグランドファイナルではシングルス、ダブルスで出場した。
2018年のITTFワールドツアーグランドファイナルではシングルス、ダブルスで出場した。
2019年4月の第55回世界卓球選手権個人戦にはシングルスとダブルスに出場、4回戦で王曼昱（ 中国）に接戦の末、2-4で敗退。橋本帆乃香ペアで出場したダブルスでは準決勝で同士討ちとなった伊藤美誠/早田ひなペアに2-4で敗れたものの銅メダルを獲得。同年6月の香港オープンでは世界選手権の出場経験のある木子（ 中国）、地元北海道開催のジャパンオープンではオリンピックの金メダリストの丁寧（ 中国）を破った。2019年のITTFワールドツアーグランドファイナルではシングルス、ダブルスで出場した。
2021-22年シーズン、Tリーグの九州アスティーダに同じミキハウスの橋本帆乃香とともに加入。
2022-23年シーズン、Tリーグの日本ペイントマレッツに同じミキハウスの橋本帆乃香とともに移籍。
2024年のWTTファイナルズ福岡では、橋本帆乃香とのペアでダブルスに出場し優勝した。

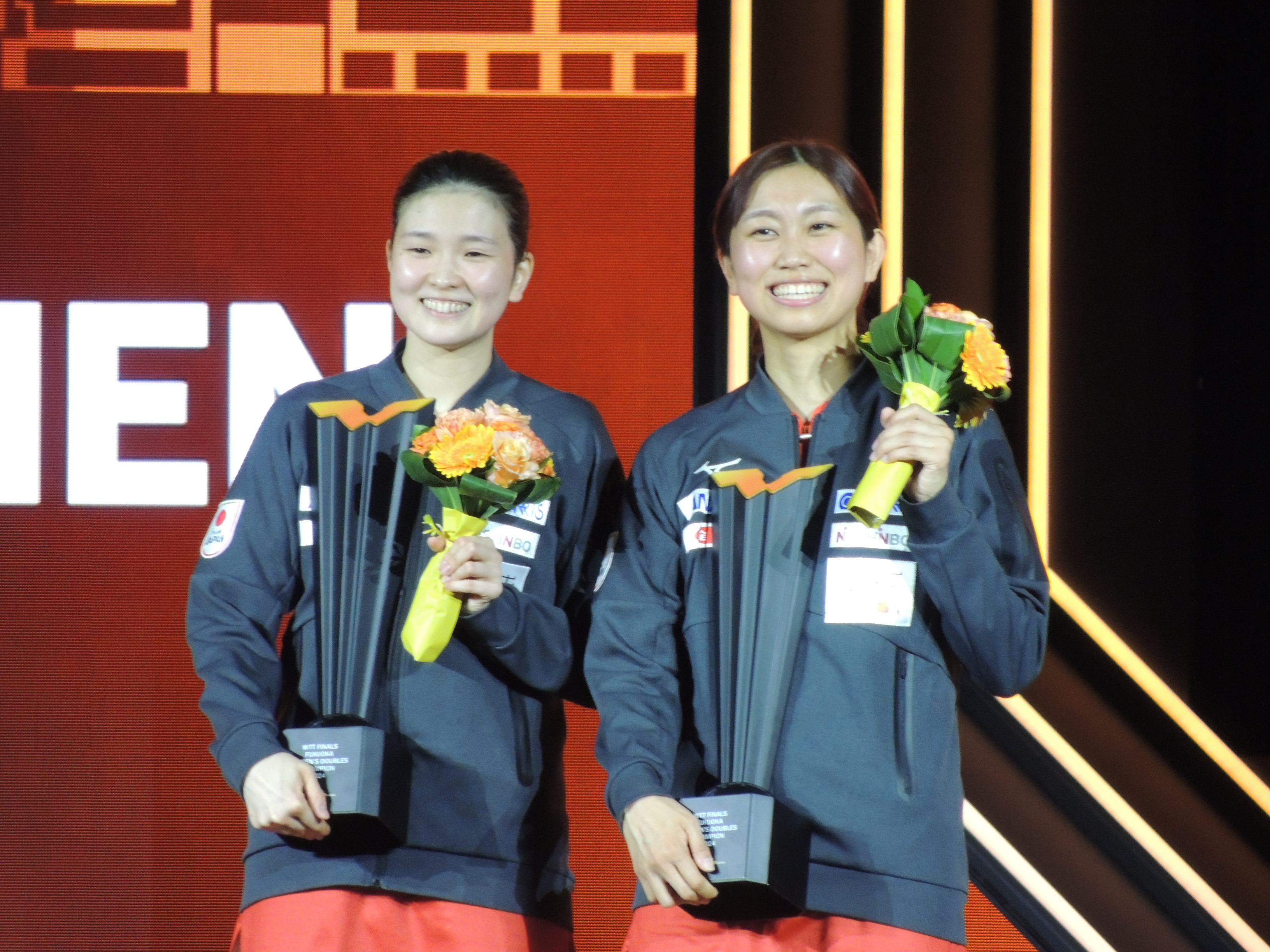
2024年WTTファイナルズ福岡ダブルスの表彰式（右が佐藤瞳）

2025年4月、ミキハウスを退社し、日本ペイントグループと所属契約を締結した。

## エピソード
2017年のカタールオープンの決勝トーナメントのリー・ジェ（ オランダ）戦では1ラリーで10分13秒、766回ラリーが続いた。国際卓球連盟は「卓球史上最長のラリーになるはずです」と動画付きで紹介した。
2020年のオマーンオープンの決勝の加藤美優戦では試合時間は1時間38分にも及び最長試合を樹立した。

## プレースタイル
カット主戦型

## 戦績
2009年
- 全日本卓球選手権大会（ホープスの部）：準優勝[7]

2012年
- 全国中学校卓球大会（シングルス）：優勝[1][7]

2013年
- 全国高等学校総合体育大会卓球競技大会（シングルス）：準優勝[7]
- ITTFジュニアサーキット・タイジュニア&カデットオープン（ジュニアの部）：優勝[13]
- アジアジュニア卓球選手権（ジュニアダブルス）：準優勝（加藤美優ペア）[14]

2014年
- ITTFワールドツアー・韓国オープン（U21）：優勝[15]
- ITTFワールドツアー・スウェーデンオープン（U21）：優勝[7][16]
- 世界ジュニア卓球選手権 団体（平野美宇・伊藤美誠・前田美優）準優勝[7]

2015年
- ITTFワールドツアー・ベラルーシオープン（U21）：優勝[17]
- ITTFワールドツアー・クロアチアオープン（U21）：準優勝[18]
- ITTFワールドツアー・フィリピンオープン（U21）：優勝[19]
- ITTFワールドツアー・オーストラリアオープン（U21）：優勝[7][20]
- ITTFワールドツアー・ジャパンオープン（U21）：優勝
- ITTFワールドツアー・韓国オープン（ダブルス）：準優勝（早田ひなペア）[7][21]
- アジアジュニア卓球選手権大会（団体）：準優勝[22]
- ITTFワールドツアー・中国オープン（U21）：優勝[7][23]
- ITTFワールドツアー・ポーランドオープン（U21）：準優勝[7][24]

2016年
- ITTFワールドツアー・クロアチアオープン（シングルス）：優勝[7][25]
- ITTFワールドツアー・スロベニアオープン（U21）：優勝[7][26]
- ITTFワールドツアー・オーストラリアオープン（ダブルス）：優勝（橋本帆乃香ペア）[7][27]
- ITTFワールドツアー・ベラルーシオープン（ダブルス）：優勝（橋本帆乃香ペア）[7][28]
- ITTFワールドツアー・オーストリアオープン（ダブルス）：優勝（橋本帆乃香ペア）[29]

2017年
- 全日本卓球選手権大会（シングルス）：3位、（ダブルス）：ベスト16（橋本帆乃香ペア）
- ITTFチャレンジ・ベラルーシオープン（シングルス）：優勝[7][30]
- ITTFチャレンジ・タイオープン（シングルス）：優勝、（ダブルス）：優勝（橋本帆乃香ペア）
- 第23回アジア卓球選手権 団体（平野美宇・伊藤美誠・早田ひな・加藤美優）：準優勝、（ダブルス）：3位（橋本帆乃香ペア）
- ITTFチャレンジ・スロベニアオープン（シングルス）：優勝
- ITTFチャレンジ・クロアチアオープン（ダブルス）：優勝（橋本帆乃香ペア）
- 第54回世界卓球選手権個人戦（シングルス）：ベスト32
- ITTFワールドツアープラチナ・オーストラリアオープン（ダブルス）：準優勝（橋本帆乃香ペア）
- ITTFチャレンジ・ベルギーオープン（ダブルス）：優勝（橋本帆乃香ペア）

2018年
- 全日本卓球選手権大会（シングルス）：ベスト8、（ダブルス）：3位（橋本帆乃香ペア）
- ITTFチャレンジ・スペインオープン（シングルス）：準優勝、（ダブルス）：優勝（橋本帆乃香ペア）
- ITTFチャレンジ・クロアチアオープン（ダブルス）：優勝（橋本帆乃香ペア）
- ITTFワールドツアープラチナ・オーストラリアオープン（ダブルス）：準優勝（橋本帆乃香ペア）

2019年
- 全日本卓球選手権大会（シングルス）：ベスト8、（ダブルス）：3位（橋本帆乃香ペア）
- 第55回世界卓球選手権個人戦（ダブルス）：3位（橋本帆乃香ペア）
- ITTFチャレンジ・クロアチアオープン（ダブルス）：準優勝（橋本帆乃香ペア）
- ITTFチャレンジ・タイオープン（シングルス）：優勝
- 第24回アジア卓球選手権 団体（石川佳純・平野美宇・加藤美優・芝田沙季）：準優勝、（シングルス）：ベスト16、（ダブルス）：3位（芝田沙季ペア）
- ワールドカップ：準優勝（女子団体）
- ITTFチャレンジプラス・ノースアメリカンオープン（ダブルス）：優勝（橋本帆乃香ペア）

2020年
- 全日本卓球選手権大会（シングルス）：ベスト8、（ダブルス）：4回戦敗退（橋本帆乃香ペア）
- ITTFチャレンジプラス・オマーンオープン（シングルス）：優勝、（ダブルス）：優勝（橋本帆乃香ペア）

2021年
- 全日本卓球選手権大会（シングルス）：ベスト8
- 第30回日本卓球リーグ選手権・ビッグトーナメント熊本大会（シングルス）：優勝
- 第25回アジア卓球選手権 女子団体 優勝（早田ひな、芝田沙季、長﨑美柚、安藤みなみ）、（シングルス）：2回戦敗退

2022年
- 全日本卓球選手権大会（シングルス）：ベスト8、（ダブルス）：ベスト8（橋本帆乃香ペア）
- 2022 LION CUP TOP32（シングルス）：4位
- 第31回日本卓球リーグ選手権・ビッグトーナメント福島大会（シングルス）：優勝
- 第56回世界卓球選手権 女子団体 準優勝

2023年
- 全日本卓球選手権大会（シングルス）：：ベスト8、（ダブルス）：3位（橋本帆乃香ペア）
- 第26回アジア卓球選手権 女子団体 3位（伊藤美誠、早田ひな、平野美宇、木原美悠）、（シングルス）：ベスト16

2024年
- 全日本卓球選手権大会（シングルス）：ベスト16、（ダブルス）：準優勝（橋本帆乃香ペア）
- 2024年アジア選手権 兼 世界卓球2025 アジア大陸予選会 代表選考会：準優勝
- WTTフィーダー カッパドキア（シングルス）：準優勝、（ダブルス）：優勝（橋本帆乃香ペア）
- WTTコンテンダー リオデジャネイロ（ダブルス）：優勝（橋本帆乃香ペア）
- WTTスターコンテンダー バンコク（ダブルス）：優勝（橋本帆乃香ペア）
- WTTフィーダー オロモウツ（ダブルス）：優勝（橋本帆乃香ペア）
- WTTフィーダー パナギュリシテ（ダブルス）：優勝（橋本帆乃香ペア）
- WTTフィーダー ドーハ（シングルス）：優勝、（ダブルス）：準優勝（橋本帆乃香ペア）
- WTTファイナルズ 福岡（ダブルス）：優勝（橋本帆乃香ペア）

2025年
- 全日本卓球選手権大会（シングルス）：ベスト16、（ダブルス）：ベスト16（橋本帆乃香ペア）
- WTTフィーダー オトチェツ（ダブルス）：優勝（芝田沙季ペア）
- WTTフィーダー オトチェツII（シングルス）：優勝
- WTTフィーダー ハビージョフ（シングルス）：優勝、（ダブルス）：優勝（芝田沙季ペア）
- WTTフィーダー プリシュティナ（シングルス）：優勝、（ダブルス）：優勝（横井咲桜ペア）
- WTTコンテンダー ザグレブ（ダブルス）：準優勝（横井咲桜ペア）
- WTTコンテンダー ブエノスアイレス（ダブルス）：準優勝（横井咲桜ペア）
- WTTフィーダー スポケーン（混合ダブルス）：優勝（英田理志ペア）、（ダブルス）：準優勝（芝田沙季ペア）
- WTTフィーダー スポケーンII（ダブルス）：優勝（芝田沙季ペア）

## 最高成績

### 女子シングルス
- 全日本卓球選手権大会 3位（2017）
- 世界卓球選手権 ベスト16（2019）
- アジア卓球選手権 ベスト16（2019、2023）
- ITTFワールドツアー 優勝6回
  - クロアチア2016、ベラルーシ2017、タイ2017、スロベニア2017、タイ2019、オマーン2020
- ITTFワールドツアーグランドファイナル 準々決勝進出
  - 2019（英語版）
- WTTフィーダーシリーズ 優勝4回
  - フィーダー ドーハ2024、フィーダー オトチェツII2025、フィーダー ハビージョフ2025、フィーダー プリシュティナ2025

### 女子ダブルス
- 全日本卓球選手権大会 準優勝（2024）（橋本帆乃香ペア）
- 世界卓球選手権 3位（2019）（橋本帆乃香ペア）
- アジア卓球選手権 3位（2017）（橋本帆乃香ペア）、3位（2019年）（芝田沙季ペア）
- ITTFワールドツアー 優勝10回（オーストラリア2016、ベラルーシ2016、オーストリア2016、タイ2017、クロアチア2017、ベルギー2017、スペイン2018、クロアチア2018、ノースアメリカ2019、オマーン2020）（橋本帆乃香ペア）
- ITTFワールドツアーグランドファイナル 3位（2016年（英語版）、2017年（英語版））（橋本帆乃香ペア）
- WTTシリーズ 優勝3回
  - コンテンダー リオデジャネイロ2024、スターコンテンダー バンコク2024、ファイナルズ 福岡 （橋本帆乃香ペア）
- WTTフィーダーシリーズ 優勝7回
  - フィーダー カッパドキア2024、フィーダー オロモウツ2024、フィーダー パナギュリシテ2024（橋本帆乃香ペア）
  - フィーダー オトチェツ2025、フィーダー ハビージョフ2025、フィーダー スポケーンII2025（芝田沙季ペア）
  - フィーダー プリシュティナ2025（横井咲桜ペア）

### 混合ダブルス
- WTTフィーダーシリーズ 優勝1回
  - フィーダー スポケーン2025（英田理志ペア）

### 女子団体
- 世界ジュニア選手権 準優勝（2014）（伊藤美誠、平野美宇、前田美優）
- アジア卓球選手権 優勝（2021）（早田ひな、芝田沙季、長﨑美柚、安藤みなみ）
- 世界卓球選手権 準優勝（2022）（早田ひな、伊藤美誠、木原美悠、長﨑美柚）

## Tリーグ戦績
|           | 所属チーム           | 背番号 | シングルス | シングルス | ダブルス | ダブルス | レギュラーシーズン表彰                    |
| 勝        | 所属チーム           | 背番号 | 負         | 勝         | 負       |          | レギュラーシーズン表彰                    |
| --------- | -------------------- | ------ | ---------- | ---------- | -------- | -------- | ----------------------------------------- |
| 2021-2022 | 九州アスティーダ     | #23    | 6          | 2          | 10       | 4        | ベストペア、ベストオーダー賞【第1マッチ】 |
| 2022-2023 | 日本ペイントマレッツ | #99    | 2          | 4          | 4        | 4        |                                           |
| 2023-2024 | 日本ペイントマレッツ | #99    | 5          | 3          | 2        | 2        |                                           |
| 2024-2025 | 日本ペイントマレッツ | #99    | 12         | 3          | 4        | 1        |                                           |
| 2025-2026 | 日本ペイントマレッツ | #99    |            |            |          |          |                                           |

## 世界ランキング
|        | 1月 | 2月 | 3月 | 4月 | 5月 | 6月 | 7月 | 8月 | 9月 | 10月 | 11月 | 12月 |
| ------ | --- | --- | --- | --- | --- | --- | --- | --- | --- | ---- | ---- | ---- |
| 2013年 |     |     |     |     |     | 279 | 281 | 292 | 202 | 170  | 169  | 139  |
| 2014年 | 138 | 137 | 106 | 92  | 106 | 91  | 63  | 70  | 53  | 53   | 57   | 50   |
| 2015年 | 49  | 51  | 53  | 51  |     | 39  | 33  | 31  | 39  | 36   | 32   | 37   |
| 2016年 | 24  | 24  | 23  | 26  | 27  | 21  | 20  | 20  | 23  | 24   | 23   | 25   |
| 2017年 | 18  | 17  | 18  | 9   | 10  | 12  | 12  | 12  | 12  | 13   | 12   | 14   |
| 2018年 | 19  | 19  | 16  | 13  | 12  | 14  | 14  | 14  | 14  | 14   | 13   | 14   |
| 2019年 | 12  | 12  | 12  | 13  | 14  | 15  | 16  | 17  | 19  | 19   | 19   | 17   |
| 2020年 | 17  | 18  | 18  | 17  | -   | -   | -   | -   | -   | -    | 17   | 17   |
| 2021年 | 17  | 17  | 18  | 18  | 18  | 19  | 19  | 19  | 19  | 20   | 22   | 20   |
| 2022年 | 20  | 22  | 22  | 25  | 63  | 63  | 62  | 66  | 69  | 69   | 70   | 70   |
| 2023年 | 70  | 73  | 75  | 69  | 252 | 262 | -   | -   | 224 | 230  | 232  | 233  |
| 2024年 | 238 | 237 | 244 | 248 | 106 | 108 | 88  | 91  | 84  | 80   | 79   | 78   |
| 2025年 | 75  | 77  | 74  | 42  | 50  | 36  | 39  |     |     |      |      |      |

- ランキングは月末時点

## テレビ番組
- 卓球ジャパン！ カットマンの奥深い世界！世界卓球2022代表・佐藤瞳選手特集（2022年4月30日、BSテレ東）[31]
- 卓球ジャパン！ 佐藤瞳＆橋本帆乃香 素顔を深掘りSP（2025年1月11日、2025年1月18日、BSテレ東）[32]